# Гриллоблаттида Дьяконова
Гриллоблаттида Дьяконова (лат. Grylloblattina djakonovi) — вид тараканосверчков из семейства Grylloblattidae (подотряд Grylloblattodea). Эндемик Дальнего Востока России: Приморский край. Живые ископаемые, встречаются по берегам ручьёв в зрелых лесах. Вид был назван в честь профессора Александра Михайловича Дьяконова (1886—1956), обнаружившего типовую серию.

## Распространение
Дальний Восток России: юг Приморского края, остров Петрова в заливе Сяуху (в районе устья реки Судзухе)

## Описание
Длина около 2 см. Тело буровато-рыжее, узкое. Голова крупная, сложные глаза развиты. Усики длинные, 35-члениковые. Церки 5-члениковые, последний членик на вершине конусовидный. Яйцеклад по длине равен задним бёдрам.

## Систематика
Вид был впервые описан в 1951 году по материалам из Приморского края (Дальний Восток) советским энтомологом Григорием Яковлевичем Бей-Биенко (1903—1971).
К гриллоблаттиде Дьяконова с 1988 года относят в ранге подвида Grylloblattina djakonovi kurentzovi таксон Galloisiana kurentzovi (Pravdin et Storozhenko, 1977), ранее известный как отдельный вид Гриллоблаттида Куренцова (Приморский край, заповедник «Кедровая Падь»).